# Edvin Alten
Edvin Alten, född 1876, död 1967, var en norsk jurist.

## Biografi
Alten blev juris kandidat 1898, byråchef 1912 och var expeditionschef i Justitiedepartementet 1918–1925. År 1925 blev han extraordinarie och 1929 ordinarie domare i Högsta domstolen. Alten spelade en framträdande roll i det norska lagstiftningsarbetet och utgav ett flertal lagkommentarer.
Han var far till skådespelarna Rønnaug och Berit Alten och svärfar till litteraturforskaren Asbjørn Aarnes.